# Eriophyes caricis
Eriophyes caricis är en spindeldjursart som beskrevs av Hartford Hammond Keifer 1944. Eriophyes caricis ingår i släktet Eriophyes, och familjen Eriophyidae. Arten är reproducerande i Sverige.